# Дин, Элтон
Элтон Дин (англ. Elton Dean; 28 октября 1945, Ноттингем, Великобритания — 8 февраля 2006, Лондон) — британский джазовый музыкант, известный по выступлениям в составе Soft Machine. Дин играл на альт-саксофоне, сакселло (варианте сопрано-саксофона) и иногда на клавишных.

## Биография
В 1966—1967 годах Дин играл в группе Bluesology под руководством Лонг Джона Болдри. Интересно, что пианист этого коллектива Реджинальд Дуайт впоследствии взял себе псевдоним, составленный из имен Дина и Болдри, став знаменитым Элтоном Джоном. Дин добился первого признания в 1968—1970 годах в составе джазового секстета Кита Типпетта, с которым записал альбом Dedicated To You… (1970).
В 1969—1972 годах Дин был членом ведущей группы Кентерберийской сцены Soft Machine, записав с ней три студийных альбома — Third (1970), Fourth (1971) и Fifth (1972). Кроме того, в 1970 году Дин принял участие в записи дебютного сольного альбома лидера Soft Machine Роберта Уайетта The End Of An Ear, а в 1971 году выпустил свой первый одноименный альбом.
В 1975—1978 годах Дин возглавлял джазовый коллектив Ninesense в составе 9 человек, который играл главным образом на джазовых фестивалях, а также выпустил несколько альбомов, в частности, Oh! For The Edge (1976) и Happy Daze (1977). Собственные группы Дина, состав которых в дальнейшем часто менялся, играли преимущественно в стиле фри-джаз, практически не опираясь на заранее написанный материал.
Одновременно Дин продолжал работать с другими группами, организованными различными музыкантами Кентерберийской сцены. Среди них In Cahoots Фила Миллера, Equipe Out Пипа Пайла и несколько проектов бывшего басиста Soft Machine Хью Хоппера. Он также продолжал записываться с джазовым пианистом Китом Типпеттом.
В 2002 году Дин вместе с тремя другими бывшими членами Soft Machine Хью Хоппером, Джоном Маршаллом и Алланом Холдсвортом организовал группу Soft Works, которая выступала с гастролями и выпустила альбом Abracadabra (2002). После того, как Холдсворта сменил другой бывший гитарист Soft Machine Джон Эттеридж, группа продолжала гастролировать и записываться, на этот раз под названием Soft Machine Legacy. Под этим названием группа выпустила два концертных альбома Live in Zaandam (2005) и New Morning — The Paris Concert (2005), а также студийный альбом Soft Machine Legacy (2006).